# Артёмовск (Россия)
Артёмовск — город в Курагинском районе Красноярского края.
Население — 1492 чел. (2021).
Город расположен на юго-западных склонах Восточного Саяна, в 380 км к югу от Красноярска, в 12 км от железнодорожной станции Кошурниково на линии Абакан — Тайшет.
Входит в муниципальное образование со статусом городского поселения город Артёмовск как его административный центр.

## История
Основан в 1911 году как прииск Ольховский; название по реке Ольховка с зарослями ольховника в её долине. В 1925 году упоминается как рудничный посёлок Ольховский. Развивался в связи с началом добычи золота.
23 января 1931 года получил статус рабочего посёлка под названием Ольховка. Городом стал в 1939 году, переименован в честь революционера Артёма (Фёдора Сергеева). В 1935—1957 годах Артёмовск был районным центром Артёмовского района Красноярского края, затем вошёл в Курагинский район.

## Население
| 1931  | 1959    | 1970    | 1979  | 1989  | 1992  | 1996  | 1998  | 2000  |
| ----- | ------- | ------- | ----- | ----- | ----- | ----- | ----- | ----- |
| 1300  | ↗13 073 | ↘10 485 | ↘9988 | ↘4521 | ↘4500 | ↘4300 | ↘4000 | ↘3600 |
| 2001  | 2002    | 2003    | 2005  | 2006  | 2007  | 2008  | 2009  | 2010  |
| ↘3500 | ↘2929   | ↘2900   | ↘2600 | ↘2500 | ↘2400 | ↘2300 | ↘2212 | ↘2179 |
| 2011  | 2012    | 2013    | 2014  | 2015  | 2016  | 2017  | 2018  | 2020  |
| ↗2200 | ↘2051   | ↘1970   | ↘1896 | ↘1837 | ↘1777 | ↘1705 | ↘1688 | ↘1562 |
| 2021  |         |         |       |       |       |       |       |       |
| ↘1492 |         |         |       |       |       |       |       |       |

На 1 января 2025 года по численности населения город находился на 1120-м месте из 1124 городов Российской Федерации.

## Экономика
Основа экономики — добыча золота (ПО «Енисейзолото»), меди, серебра. Лесная промышленность.

## Известные люди, родившиеся в Артёмовске
- Артёменко А. И. (1928—2010) — горнолыжница, участница VII Зимних Олимпийских игр 1956 года.
- Кулаков А. К. (1939—2012) — российский фотограф, художник, дизайнер, мастер аналоговой фотографии.